# Albert Vogt (Orientalist)
Albert Vogt (* 5. September 1634 in Lippstadt; † 4. Juni 1676 in Greifswald) war ein deutscher Orientalist und lutherischer Theologe.

## Leben
Albert Vogt war der Sohn des Schullehrers Johann Vogt und der Anna Grothe. Ab 1654 studierte er an der Universität Rostock Philosophie. Insgesamt fünf Jahre widmete er dem Studium des Hebräischen, Syrischen, Arabischen und der Theologie u. a. bei Matthias Wasmuth, Johann Georg Dorsche, Hermann Schuckmann und August Varenius. 1657 erwarb er den philosophischen Magistergrad.
Nach einer kurzen Bildungsreise erhielt Vogt 1660 einen Ruf auf die außerordentliche Professur für orientalische Sprachen in Greifswald, die 1663 in eine ordentliche Professur umgewandelt wurde. 1667 bekam er eine außerordentliche Professur an der Theologischen Fakultät und erwarb im Jahr darauf den theologischen Lizentiatengrad. 1675 wurde er dann ordentlicher Professor der Theologie und damit gleichzeitig auch Pastor an St. Jacobi; starb jedoch schon ein Jahr darauf.
Albert Vogt war verheiratet mit Maria Friedlieb (1641–1670), der Tochter des Stralsunder Superintendenten. Nach ihrem Tod vermählte er sich 1672 mit Anna Hövers.